# Ligidium ghigii
Ligidium ghigii är en kräftdjursart som beskrevs av Arcangeli 1928. Ligidium ghigii ingår i släktet Ligidium och familjen gisselgråsuggor. Inga underarter finns listade i Catalogue of Life.